# Saidy Janko
Saidy Janko (Zürich, 22 oktober 1995) is een Zwitsers voetballer van Gambiaanse afkomst die bij voorkeur als rechtsback speelt. Hij tekende in oktober 2020 een contract tot medio 2024 bij Real Valladolid, dat hem overnam van FC Porto.

## Clubcarrière
Janko is een zoon van een Gambiaanse vader en een Zwitserse moeder. Hij verruilde in 2013 de jeugdopleiding van FC Zürich voor de jeugd van Manchester United. In zijn eerste seizoen werd hij in Manchester uitgeroepen tot Reserves Player of the Year. Op 26 augustus 2014 debuteerde Janko voor The Mancunians in een wedstrijd om de League Cup tegen Milton Keynes Dons. Hij startte in het basiselftal en werd na rust gewisseld voor Andreas Pereira. Manchester United verloor de wedstrijd met 4–0. Op 2 februari 2015 werd hij aan Bolton Wanderers verhuurd, terwijl Andy Kellett vice versa naar Manchester ging. Tot een competitiedebuut voor Manchester kwam het niet. In het voorjaar van 2015 kwam Janko in actie in tien wedstrijden in de Championship; in de thuiswedstrijd tegen Fulham FC maakte hij het eerste doelpunt uit zijn carrière in het betaald voetbal.
Janko tekende in juli 2015 een contract tot medio 2019 bij Celtic, de kampioen van Schotland in het voorgaande seizoen. Hij maakte zijn debuut voor Celtic in de competitiewedstrijd tegen Kilmarnock FC (2–2) op 12 augustus 2015 en speelde de volledige wedstrijd. Tien dagen later speelde Janko zijn eerste Europese wedstrijd in de voorronde van de UEFA Champions League 2015/16 in Zweden tegen Malmö FF. Celtic verloor de wedstrijd met 2–0, waardoor het doorstroomde naar de groepsfase van de Europa League.

## Interlandcarrière
Saidy Janko speelde acht interlands voor Zwitserland –18. In 2013 debuteerde hij voor Zwitserland –19, waarvoor hij één doelpunt maakte in negen duels. Op 18 november 2014 maakte hij zijn debuut in het Zwitsers voetbalelftal onder 21 in een vriendschappelijke interland tegen Schotland –21. Op 7 september 2015 speelde Janko mee in de eerste kwalificatiewedstrijd voor het Europees kampioenschap voetbal onder 21 in 2017, die met 0–1 werd gewonnen in en tegen Kazachstan.
1 Masip ·
2 L. Pérez ·
3 García ·
4 Olivas ·
5 Sánchez ·
6 González ·
7 Guardiola ·
8 K. Pérez ·
9 Weissman ·
10 Plano ·
11 Hervías ·
12 Orellana ·
13 Roberto ·
14 Alcaraz ·
15 El Yamiq ·
16 André ·
17 Mesa ·
18 Janko ·
19 Toni ·
20 Fede ·
21 Míchel  ·
22 Nacho ·
23 Rubio ·
24 Joaquín ·
40 Jota ·
Coach: Sergio